# 水车镇 (灌阳县)
水车镇，原为水车乡，是中华人民共和国广西壮族自治区桂林市灌阳县下辖的一个乡镇级行政单位。

## 行政区划
水车镇下辖以下地区：
水车村、修睦村、璃碧村、伍家湾村、官庄村、合成村、上泡村、下泡村、三皇村、德里村、大营村、东流村、江塘村和同德村。

## 中国传统村落
- 2012年12月，官庄村被评为首批“中国传统村落”。
- 2013年8月，伍家湾村被评为第二批中国传统村落。